# Egon Sharpe Pearson
Pour les articles homonymes, voir Pearson.
Egon Sharpe Pearson, fils du statisticien Karl Pearson, né à Hampstead en Angleterre le 11 août 1895 et mort à Midhurst le 12 juin 1980, est un mathématicien et statisticien britannique.

## Biographie
Il étudie au Trinity College (Cambridge), puis succède à son père Karl Pearson comme professeur de statistique au University College de Londres en 1933 et comme éditeur de Biometrika, un journal de statistique théorique, de 1936 à 1966. 
Ses deux principales contributions en statistiques sont la présentation du test de rapport de vraisemblance (avec Jerzy Neyman en 1928) puis (encore avec Neyman, en 1933) la démonstration que ce test est le plus puissant de niveau alpha (lemme de Neyman-Pearson). 

## Principales publications
- On the Use and Interpretation of certain Test Criteria for the Purposes of Statistical Inference (coauteur Neyman) article publié dans Biometrika, 1928
- The History of statistics in the XVIIth and XVIIIth centuries (1929). Version commentée d'une série de conférences son père.
- On the Problem of the Most Efficient Tests of Statistical Hypotheses (coauteur Neyman, 1933)
- Karl Pearson : an appreciation of some aspects of his life and work (1938)
- Selected papers (1966)
- Studies in the history of statistics and probability (1969, coauteur Maurice Kendall)